# ジャングルクルーズ
- ディズニーパーク > 東京ディズニーリゾート > 東京ディズニーランド
  - アドベンチャーランド > ジャングルクルーズ
  - 東京ディズニーランドのアトラクションの一覧 > ジャングルクルーズ

ジャングルクルーズ (Jungle Cruise) は、ディズニーパークに存在するアトラクションの名称。

## このアトラクションが存在するパーク
- ディズニーランド（ディズニーランド・リゾート）：ジャングルクルーズ
- マジック・キングダム（ウォルト・ディズニー・ワールド・リゾート）：ジャングルクルーズ
- 東京ディズニーランド（東京ディズニーリゾート）：ジャングルクルーズ：ワイルドライフ・エクスペディション
- 香港ディズニーランド（香港ディズニーランド・リゾート）：ジャングル・リバー・クルーズ

## 概要
ジャングルクルーズは、各ディズニーランド・パークのアドベンチャーランドに位置しており、キャストが演じる「スキッパー（船長）」の軽妙なトークに導かれながら、ボートでジャングルを巡る体験を味わうアトラクションである。
1941年にウォルト・ディズニーが南米コロンビアの川をさかのぼった時の体験を元に構想され、アマゾン川、ナイル川、イラワジ川を再現したコースとなっている。もともと、ウォルトはこのアトラクションに登場する動物たちを本物の動物にしようと考えていた。しかし、本物の動物では思うように動いてくれなかったり、夜行性の動物などもいてウォルトの思うようにはいかなかった。そこで、当時開発されたばかりのオーディオアニマトロニクスを使い、どのゲストにも同じような動きをしていつでも思うように動いてくれる動物を作り上げることができた。

### リニューアル
ウォルト・ディズニー・カンパニーは2021年1月25日、アメリカ・カリフォルニア州のディズニーランドとフロリダ州のウォルト・ディズニー・ワールドにある本アトラクションを刷新することを発表した。ロイターや現地メディアによると、今回のリニューアルではかねてから一部で批判されていた本アトラクションにおける人種差別的な表現、特に先住民族に対するネガティブな描写が排除され、新たな場面やストーリー展開が盛り込まれる予定だとしている。ディズニーもテーマパーク設計や開発を手がけるクリエイターたちが熟慮の末に決断したことだと認めた上で、「われわれを取り巻く世界の多様性を反映・尊重する」との声明を発表した。なお、ジャングルクルーズは東京（千葉県）と香港にも設置されているが、アメリカ国外のアトラクションの今後については未定となっている。アメリカの新しいジャングルクルーズは新型コロナウイルスの影響で遅れる可能性があるものの、2021年内のオープンを目指している。

## 各施設紹介

### ディズニーランド
| ジャングルクルーズ Jungle Cruise | ジャングルクルーズ Jungle Cruise | ジャングルクルーズ Jungle Cruise                  | ジャングルクルーズ Jungle Cruise                  |
| -------------------------------- | -------------------------------- | ------------------------------------------------- | ------------------------------------------------- |
| オープン日                       | オープン日                       | 1955年7月17日（ディズニーランドと同時にオープン） | 1955年7月17日（ディズニーランドと同時にオープン） |
| スポンサー                       | スポンサー                       | なし                                              | なし                                              |
| 所要時間                         | 所要時間                         | 約10分                                            | 約10分                                            |
| 定員                             | 定員                             | 1隻36名                                           | 1隻36名                                           |
| 利用制限                         |                                  | なし                                              | なし                                              |
| ファストパス                     | ファストパス                     |                                                   | 対象外                                            |
| シングルライダー                 | シングルライダー                 |                                                   | 対象外                                            |

全てのディズニーパークのジャングルクルーズで最も古いものであり、ウォルトの存命中に建設された。年月を経てシーン追加、リニューアルが度々行われており、現在あるオーディオアニマトロニクスの多くが後に追加されたものである。近年では1995年のインディ・ジョーンズ・アドベンチャー：禁断の瞳の魔宮の建設のためにアトラクションの流路変更、待ち列の建物改修が行われたり、2005年にはピラニアシーン追加、ゴリラテント改修などが行われた。運行経路は反時計回りに進む。

### マジック・キングダム
| ジャングルクルーズ Jungle Cruise | ジャングルクルーズ Jungle Cruise | ジャングルクルーズ Jungle Cruise                      | ジャングルクルーズ Jungle Cruise                      |
| -------------------------------- | -------------------------------- | ----------------------------------------------------- | ----------------------------------------------------- |
| オープン日                       | オープン日                       | 1971年10月1日（マジック・キングダムと同時にオープン） | 1971年10月1日（マジック・キングダムと同時にオープン） |
| スポンサー                       | スポンサー                       | なし                                                  | なし                                                  |
| 所要時間                         | 所要時間                         | 約10分                                                | 約10分                                                |
| 定員                             | 定員                             | 1隻32名                                               | 1隻32名                                               |
| 利用制限                         |                                  | なし                                                  | なし                                                  |
| ファストパス                     | ファストパス                     |                                                       | 〇                                                    |
| シングルライダー                 | シングルライダー                 |                                                       | 対象外                                                |

ストーリー
- S.E.A.のメンバーであるアルバート・フォールズ博士が運送業としてジャングル・ナビゲーション・カンパニーを設立したが、事業に行き詰まりジャングルクルーズを始めた。
- また、ジャングル・ナビゲーション・カンパニーの本部（スキッパー・キャンティーン）にはS.E.A.の会合のための秘密部屋が存在する。

運行経路はディズニーランドと同じく反時計回りで、内容、順序も似ている部分はあるが、動物の登場順序が大きく異なる。また、ファストパスの発券を行っているのはフロリダだけである。

### 東京ディズニーランド

#### ジャングルクルーズ
| ジャングルクルーズ | ジャングルクルーズ | ジャングルクルーズ                                   | ジャングルクルーズ                                   |
| ------------------ | ------------------ | ---------------------------------------------------- | ---------------------------------------------------- |
| オープン日         | オープン日         | 1983年4月15日 (東京ディズニーランドと同時にオープン) | 1983年4月15日 (東京ディズニーランドと同時にオープン) |
| スポンサー         | スポンサー         | ENEOS                                                | ENEOS                                                |
| 所要時間           | 所要時間           | 約10分                                               | 約10分                                               |
| 定員               | 定員               | 32名/ボート1台                                       | 32名/ボート1台                                       |
| 利用制限           |                    | なし                                                 | なし                                                 |
| ファストパス       | ファストパス       |                                                      | 対象外                                               |
| シングルライダー   | シングルライダー   |                                                      | 対象外                                               |

基本的な構成はマジック・キングダムのものを踏襲しているが、運行経路は時計回りである。東京ディズニーランド開業と同時にオープンしてから長い間は、赤や青と白のストライプの屋根にシンプルな内装のボートを使用していたが、2000年ごろからリニューアルされ、それぞれのボートに個性がついた。ボートにはそれぞれ所有者がおり、その所有者に合わせた内装が施されている（医者のボートなら白衣や包帯、写真家のボートなら写真やネガなどが飾られている）。また、ボート自体も古めかしい装飾が施された。しかし、全てのボートに施工されたわけでなく、稀に赤のストライプの屋根のボートが見られるが、1艘しかないレアなボートとなっている。（2014年9月8日より、下記のジャングルクルーズ：ワイルドライフ･エクスペディションにリニューアル）

#### ジャングルクルーズ：ワイルドライフ・エクスペディション
| ジャングルクルーズ：ワイルドライフ・エクスペディション Jungle Cruise: Wildlife Expeditions | ジャングルクルーズ：ワイルドライフ・エクスペディション Jungle Cruise: Wildlife Expeditions | ジャングルクルーズ：ワイルドライフ・エクスペディション Jungle Cruise: Wildlife Expeditions | ジャングルクルーズ：ワイルドライフ・エクスペディション Jungle Cruise: Wildlife Expeditions |
| ------------------------------------------------------------------------------------------ | ------------------------------------------------------------------------------------------ | ------------------------------------------------------------------------------------------ | ------------------------------------------------------------------------------------------ |
| オープン日                                                                                 | オープン日                                                                                 | 2014年9月8日                                                                               | 2014年9月8日                                                                               |
| スポンサー                                                                                 | スポンサー                                                                                 | ENEOS                                                                                      | ENEOS                                                                                      |
| 所要時間                                                                                   | 所要時間                                                                                   | 約10分                                                                                     | 約10分                                                                                     |
| 定員                                                                                       | 定員                                                                                       | 32名/ボート1台                                                                             | 32名/ボート1台                                                                             |
| 利用制限                                                                                   |                                                                                            | なし                                                                                       | なし                                                                                       |
| ファストパス                                                                               | ファストパス                                                                               |                                                                                            | 対象外                                                                                     |
| シングルライダー                                                                           | シングルライダー                                                                           |                                                                                            | 対象外                                                                                     |

2014年1月6日より一時的に運休し、同年9月8日に「ジャングルクルーズ：ワイルドライフ・エクスペディション (Jungle Cruise: Wildlife Expeditions)」としてリニューアルオープンした。このリニューアルでは新たにイルミネーションやプロジェクションマッピングなどのショー効果が加わった他、アトラクション全体にオリジナルの音楽が導入された。また、ディズニー映画『ライオン・キング』の挿入歌「サークル・オブ・ライフ」の冒頭部も使用されており、夜間だけしか味わえない「ナイトクルーズ」の導入や、クライマックスとなる神殿の中では動物の守り神との出会いと、これまで以上にスリリングなジャングル探検が楽しめるようになった。また、オペレーションの面では1ヶ所だった乗り場が2ヶ所になり、回転率が上がった。

#### ボートの名称
ひとつひとつのボートには名前がつけられており、川の名前+女性の名前という組み合わせになっている。「オリノコ・アイダ (Orinoco Idae)」以外はイニシャルが同じアルファベットになっている。
- アマゾン・アニー (AMAZON ANNIE)
- コンゴ・コニー (CONGO CONNIE)
- ガンジス・ガーティー (GANGES GERTIE)
- イラワジ・アーマ (IRRAWADDY IRMA)
- クワンゴ・ケイト (KWANGO KATE)
- ナイル・ネリー (NILE NELLIE)
- オリノコ・アイダ (Orinoco Idae) - 本船のみ小文字表記。
- ルッシュル・ルビー (RUTSHURU RUBY)
- サンクル・サディ (SANKURU SADIE)
- セネガル・サル (SENEGAL SAL)
- ボルタ・ヴァル (VOLTA VAL) - 唯一の赤と白のストライプ屋根。30年以上もゲストを乗せジャングル探検へ出航している。
- ワンバ・ワンダ (WAMBA WANDA)
- ザンベジ・ゼルダ (ZAMBESI ZELDA)

#### トリビア
- コース上に、アンコール・トム（バイヨン）の四面仏像などを模した像がある。
- 運営開始から少しずつ細かい内容が変わっており、途中で発砲する銃は以前は発火式のモデルガンだったが、電気式で銃声のみを発する模造銃に変更された。リニューアル後は銃が無くなり、逃げ切るのみとなった。
- 道中に遭遇する原住民の商人サムが手に持っていた物は元々は干し首だったが、バナナの房に変更された。リニューアル後はお守りを販売している。
- 通る川の順序は、アマゾン川→ナイル川→イラワジ川となっていて、出てくる象もナイル川ではアフリカ象なのがイラワジ川ではインド象になっている。ワニも同様に変わっている[4]。
- 終盤に登場するニシキヘビの模様の中に、隠れミッキーがある。リニューアル後はシュバイツァーの滝の側に移動し、体の色も茶色から緑に変更された。
- スキッパー（船長）によって乗船中披露される話は異なり、また巧拙によって冒険の印象も左右される。その違いを楽しむのも１つの醍醐味である。以下にいくつか例を挙げる。
  - 序盤でゴリラに荒らされているテントは、スキッパーによっては「ここが皆さんの宿泊先、ホテル『ミナゴリラ』です」とのこと。
  - 生存率は10％である。ちなみに10％は優秀な数値らしい。
  - スキッパー（船長）は、下船の際に親に忘れられ、迷子になってしまい、そのまま成長してスキッパー（船長）になったのだという。

### 香港ディズニーランド
| ジャングル・リバー・クルーズ Jungle River Cruise 森林河流之旅 | ジャングル・リバー・クルーズ Jungle River Cruise 森林河流之旅 | ジャングル・リバー・クルーズ Jungle River Cruise 森林河流之旅 | ジャングル・リバー・クルーズ Jungle River Cruise 森林河流之旅 |
| ------------------------------------------------------------- | ------------------------------------------------------------- | ------------------------------------------------------------- | ------------------------------------------------------------- |
| オープン日                                                    | オープン日                                                    | 2005年9月12日 (香港ディズニーランドと同時にオープン)          | 2005年9月12日 (香港ディズニーランドと同時にオープン)          |
| スポンサー                                                    | スポンサー                                                    | なし                                                          | なし                                                          |
| 所要時間                                                      | 所要時間                                                      | 約10分                                                        | 約10分                                                        |
| 定員                                                          | 定員                                                          | 1隻36名/計6台所持                                             | 1隻36名/計6台所持                                             |
| 利用制限                                                      |                                                               | なし                                                          | なし                                                          |
| ファストパス                                                  | ファストパス                                                  |                                                               | 対象外                                                        |
| シングルライダー                                              | シングルライダー                                              |                                                               | 対象外                                                        |

他のパークとは異なり、ジャングル・リバー・クルーズ (Jungle River Cruise) という名称になっている。香港ディズニーランドにはフロンティアランド（ウエスタンランド）の「アメリカ河」に相当するものが存在しない替わりに、このアトラクションがアメリカ河を一回り小さくしたような楕円形状をしており、他のジャングルクルーズよりも川幅が広い。川の内側の島にはアトラクション「ターザンのツリーハウス」があり、ここへ行くためのアトラクション「ターザンのツリーハウス行きいかだ」が航路を横切る形で渡されている。内容や順序などは他のジャングルクルーズとはかなり異なり、炎が出たり水が間欠泉のように爆発するなどといった演出面も存在する。運行経路は時計回りである。ツアー言語は英語・普通語・広東語の3種類があり、言語ごとに並び列が分かれている。

#### アトラクション強化
- 2006年 - ジャングル・リバー・クルーズの川にピラニアが増える。
- 2007年5月4日から9月2日 - までの期間限定で「ジャングル・リバー・クルーズ:パイレーツ・テイクオーバー!」となった。
- 2015年9月17日から10月31日 - までの期間限定で「ジャングル・リバー・クルーズ – エメラルドトリニティの伝説」となった。

#### ボートの名称
ひとつひとつのボートには名前がつけられており、東京版と同様、川の名前+女性の名前という組み合わせになっている。
- アマゾン・アニー (AMAZON ANNIE)
- コンゴ・クイーン (CONGO QUEEN)
- ガンジス・ガル (GANGES GAL)
- イラワジ・アーマ (IRRAWADDY IRMA)
- リジャン・レディ (LIJIANG LADY)
- メコン・メーデン (MEKONG MAIDEN)
- ナイル・ネリー (NILE NELLIE)
- ヤンジ・イン・イン (YANGZI YING YING)
- ザンベジ・ゼルダ (ZAMBESI ZELDA)

## ジングルクルーズ
ジングルクルーズ (Jingle Cruise) は、ジャングルクルーズのクリスマスシーズンに行われるイベント。アトラクション全体にクリスマスの装飾が施される。2013年にアナハイムのディズニーランドとフロリダのマジック・キングダムで初めて開催された。